# 港鐵早晨折扣優惠
港鐵早晨折扣優惠（英語：MTR Early bird discount）為港鐵公司因應早上繁忙時間，列車擠迫情況嚴重，為紓緩早上繁忙時間列車載客率偏高情況，於2014年9月1日起推出的優惠項目。優惠期延長至2025年6月30日。使用成人八達通的於星期一至五（公眾假期除外）早上07:15-08:15期間，於任何47個市區特定車站出閘，可享有75折車費優惠。

## 優惠方式
乘客於即日起至2024年6月28日期間，使用成人八達通於星期一至五（公眾假期除外）付費乘搭港鐵（機場快綫及東鐵綫頭等除外），於早上07:15至08:15期間，在任何47個市區特定車站出閘，每程即自動獲得75折優惠。合資格車程為需付費車程。但受下列條件限制。

### 條件
- 優惠不適用於單程票、車票二維碼及已享有特惠車費人士（小童／長者／「學生身分」／「殘疾人士身分」）之八達通。
- 60歲式以上使用「樂悠咭」於羅湖／落馬洲／馬場站入閘並符合有關要求亦可享此優惠；而已享有$2優惠票價之車程，則不能享此優惠。
- 機場快綫並不包括於計劃內。
- 65折優惠按車站車費表列明的車費計算折扣（特別註明除外），若折扣金額尾數少於一角，亦以一角計算。
- 其他優惠（例如輕鐵／港鐵巴士免費轉乘、小巴／巴士轉乘、港鐵特惠站、「全月通」連接車程75折優惠）可與75折優惠同時使用。
  - 如該程車費經扣除所有折扣後，車費為$0，此優惠將不適用。
  - 如該程車費經扣除所有折扣後仍需付費，則先按原本應付車資（即車站所展示的車資，如該車程為「全月通加強版」之連接車程，將以「全月通加強版」的連接車程的車費計算「原本應付車資」）扣減其他優惠。如果65折後減去其他優惠車費低於或等於$0，該車程可免費乘車，但剩餘折扣額則不獲退還；如果75折優惠減去其他優惠車費仍需付款，則收取餘款。
- 經尖沙咀站及尖東站轉綫，作兩程合資格車程計算（除非轉綫後第二程車費為$0／退回車資），但仍然為一程車程計算總收費。兩段車程將獨立按此優惠計算，但按照車站車費表所列車資，並非差額車資計算。
- 「全月通」使用者出閘時無需扣除額外車資（即出閘機顯示車費為$0）或只收取頭等額外費，則為不合資格車程。
- 「全月通」以扣除有關優惠後的應付車費計算，惟折扣額並未包括輕鐵／港鐵巴士免費轉乘、各項轉乘優惠、港鐵特惠站等。
- 同站出入並有車費扣減者（包括同站出入超過20分鐘者而支付$10附加費）不屬合資格車程。
- 頭等額外費與此優惠分開計算，先計算一般車資的75折優惠，再加上沒有折扣的頭等額外費。

### 適用範圍
指定47個出閘車站如下
| 港鐵綫路 | 車站         |
| 港島綫   | 上環－太古   |
| 南港島綫 | 各站         |
| 荃灣綫   | 中環－美孚   |
| 觀塘綫   | 黃埔－油塘   |
| 東涌綫   | 香港－南昌   |
| 東鐵綫   | 金鐘－九龍塘 |
| 屯馬綫   | 鑽石山－美孚 |

## 歷史
- 2014年5月27日，港鐵宣佈2014年6月票價調整，同時在同年9月起增設本項優惠。
- 2014年9月1日，港鐵早晨折扣優惠正式推出。[1]使用成人八達通於星期一至五（公眾假期除外）付費乘搭港鐵（機場快綫及東鐵綫頭等除外），於早上07:15至08:15期間，在下列29個市區特定車站出閘，每程即自動獲得75折優惠，特定車站詳情如下：

| 港鐵綫路 | 車站           |
| 港島綫   | 上環－太古     |
| 荃灣綫   | 中環－美孚     |
| 觀塘綫   | 油麻地－九龍塘 |
| 東涌綫   | 香港－南昌     |
| 東鐵綫   | 紅磡－九龍塘   |
| 西鐵綫   | 紅磡－美孚     |

- 2016年10月23日，配合觀塘綫延綫通車，早晨折扣優惠指定出閘車站擴展至觀塘綫延綫的何文田站及黃埔站。
- 2016年12月28日，配合南港島綫通車，早晨折扣優惠指定出閘車站擴展至南港島綫各站。
- 2019年10月2日，早晨折扣優惠由75折加碼至65折，並將指定出閘擴展至觀塘綫的樂富至油塘各站。
- 2020年2月14日，配合屯馬綫一期通車，早晨折扣優惠指定出閘車站擴展至屯馬綫一期的啟德站。
- 2021年6月27日，配合屯馬綫全綫通車，早晨折扣優惠指定出閘車站擴展至屯馬綫的宋皇臺站及土瓜灣站。
- 2022年5月16日，配合東鐵綫過海段通車，早晨折扣優惠指定出閘車站擴展至東鐵綫過海段的會展站。
- 2024年2月26日，早晨折扣優惠由65折回復至75折。

## 外部連結
- （繁體中文）港鐵 - 「早鳥」出閘，車費65折！7:15 - 8:15出閘即享車費65折 （页面存档备份，存于） https://www-jetsotoday-com.webpkgcache.com/doc/-/s/www.jetsotoday.com/mtr-early-bird-20240531/ （页面存档备份，存于）